# Аджайи, Джейкоб Фестус Аде
Джейкоб Фестус Абе Аджайи (26 мая 1929 — 9 августа 2014) — нигерийский историк, представитель так называемой «Ибаданской школы» — группы учёных, заинтересованных во внедрении «африканской перспективы» для изучения африканской истории и сосредоточении внимания на внутренних исторических силах, которые сформировали современную африканскую жизнь. В своих работах он в основном исследует не слишком приметные, но важные, с его точки зрения, исторические события, благодаря которым, по его мнению, определённая часть «ядра» африканской истории и культуры по-прежнему остаётся нетронутой.
Известен также своим критическим отношением к панафриканизму. В 1993 году был награждён премией Ассоциации африканских исследований.